# San Agustín Huitzizilapan
San Agustín Huitzizilapan är ett samhälle i kommunen Lerma i delstaten Mexiko i Mexiko. Orten hade 1 619 invånare vid folkräkningen år 2020.